# Jan van Ossenbeeck
Jan van Ossenbeeck (geboren 1624 oder 1625 in Rotterdam, Spanische Niederlande; gestorben 30. März 1674 in Wien, Habsburgermonarchie) war ein niederländischer Maler, Zeichner und Kupferstecher.

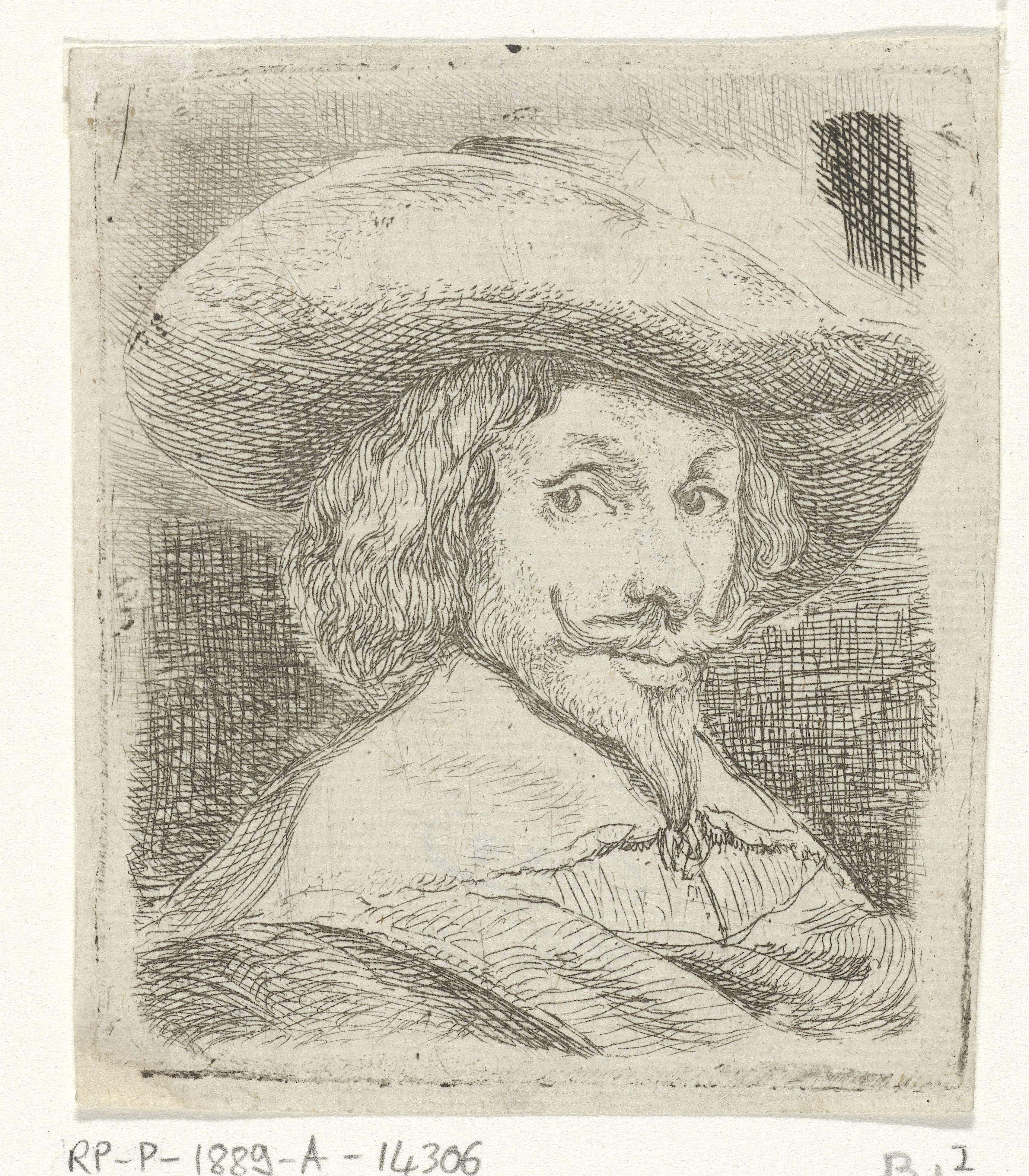
Selbstporträt

## Leben
Jan van Ossenbeecks Lebensdaten und auch der Umfang seines Œuvres sind noch nicht geklärt. Er wurde 1624 oder 1625 geboren und war möglicherweise ein Sohn des in Rotterdam tätigen Malers Willem Ossenbeeck. Sein Künstlername war auch „Virgillius“. Zwischen 1647 und 1655 hielt er sich als Maler in Rom im Umkreis des Pieter van Laer auf und malte Landschaften und auch Bambocciaden. Er schloss Freundschaft mit Hans de Jode und Nikolaus van Hoy. Er zog nach Brüssel, wo er an dem von David Teniers organisierten Theatrum pictorium beteiligt war, das die enorme Kunstsammlung des Statthalters Erzherzog Leopold Wilhelm von Österreich in Stichen präsentieren sollte. Als Leopold Wilhelm zurück nach Wien ging, folgten ihm van Hoy und Ossenbeeck an den Wiener Hof. Er erhielt auch Aufträge aus den Familien Harrach und Liechtenstein. Er fertigte Stiche nach Zeichnungen van Hoys für das Druckwerk über den Festzug und die Reitervorführungen anlässlich der Hochzeit Kaiser Leopolds mit Margarita Teresa von Spanien 1666. Um 1670 wurde Ossenbeeck zum Hofmaler ernannt.

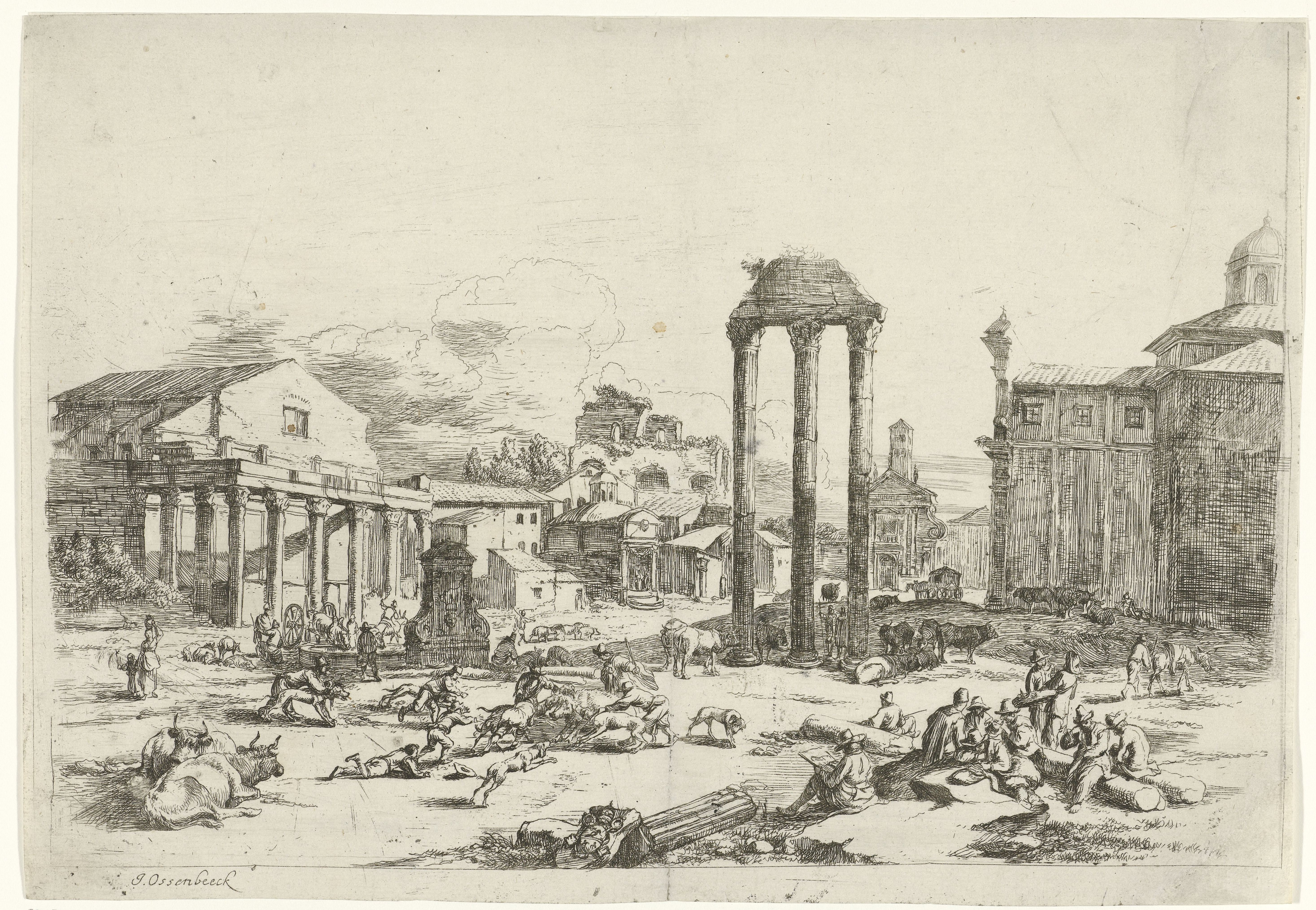
Viehmarkt auf dem Campo Vaccino
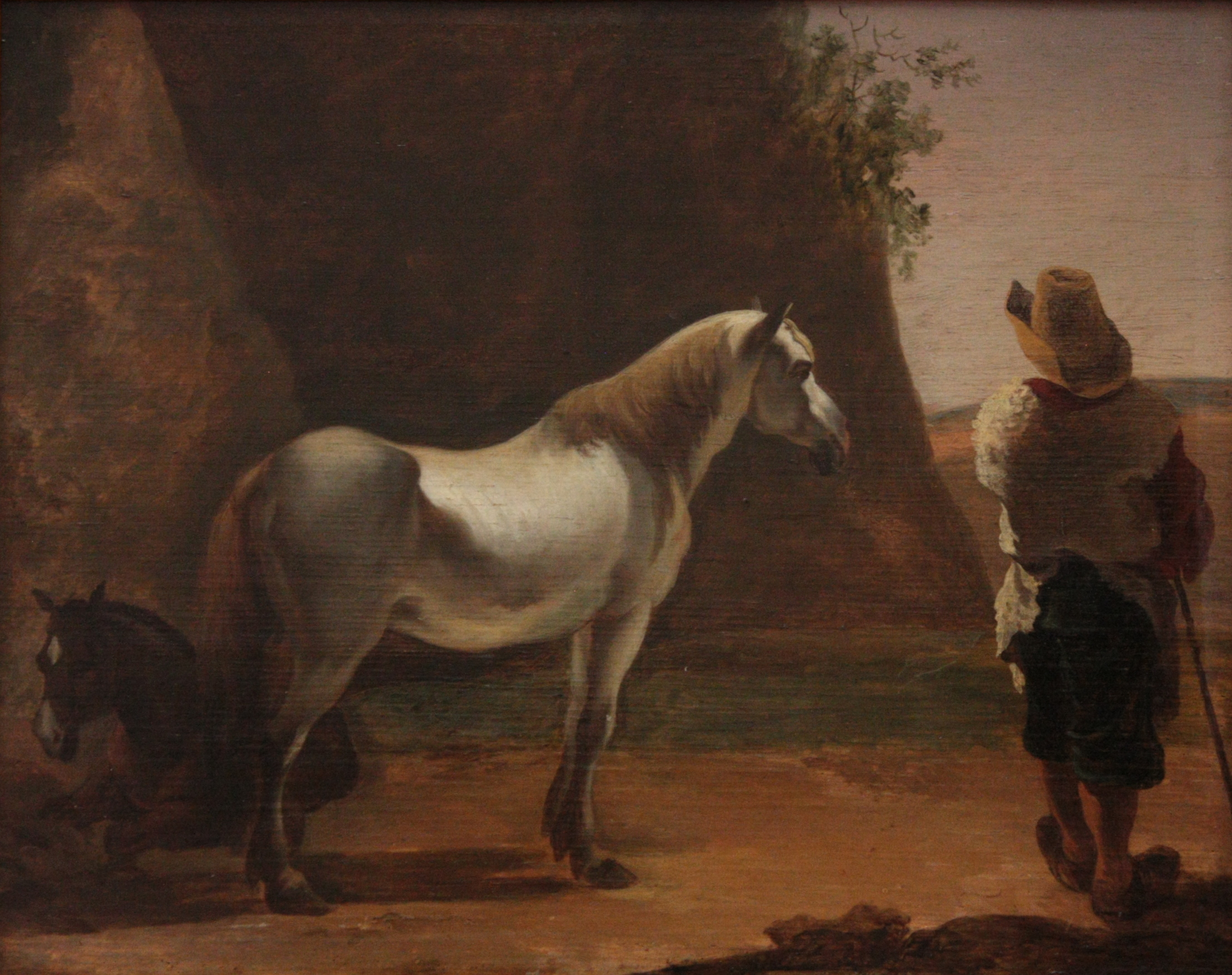
Schimmel
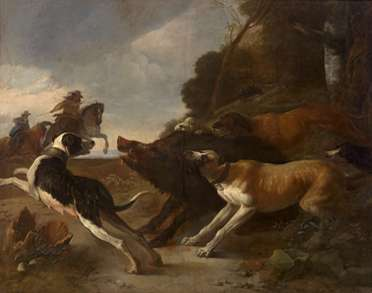
Jagdszene
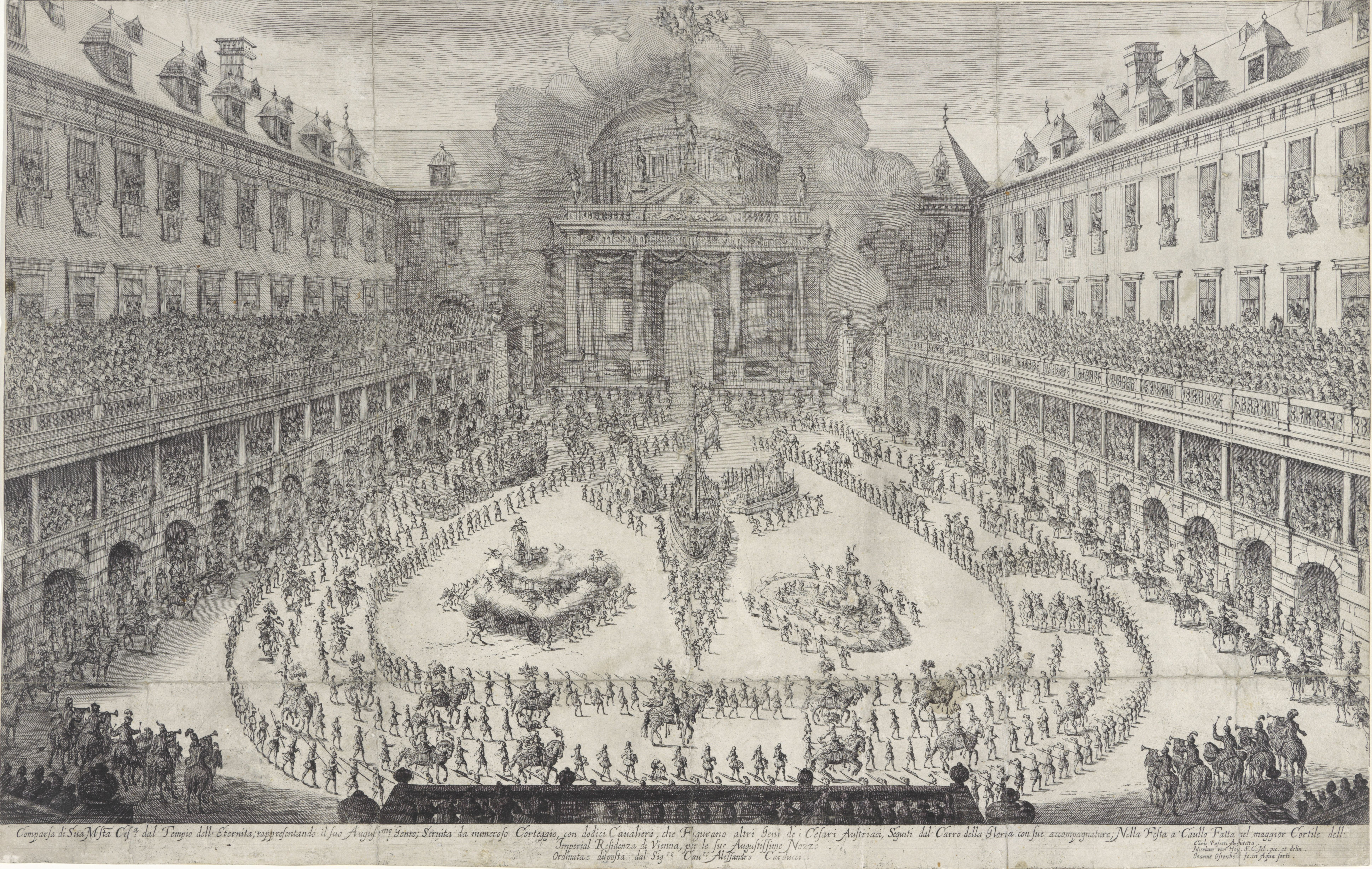
Pferdeballett in der Wiener Hofburg 1666